# Patrice Chéreau
Patrice Chéreau (født 2. november 1944 i Lézigné, død 7. oktober 2013) var en fransk instruktør, skuespiller og producer.
Chéreau er bedst kendt for sin opsætning af Nibelungens Ring i Bayreuth i 1976 – hundredåret for cyklussens premiere. Pierre Boulez dirigerede operaerne.

## Film instrueret af Chéreau
- Gabrielle (2005)
- Son frère (2003)
- Intimacy (2001)
- Ceux qui m'aiment prendront le train (1998)
- Dans la solitude des champs de coton (1996) (TV)
- La Reine Margot
- Wozzeck (1994) (TV)
- Le Temps et la chambre (1992) (TV)
- Contre l'oubli (1991)
- Hôtel de France (1987)
- La Fausse suivante (1985) (TV)
- L'Homme blessé (1983)
- Judith Therpauve (1978)
- La Chair de l'orchidée (1975)

## Teaterstykker og operaer instrueret af Chéreau
- Cosi fan tutte, opera af Mozart (2005) (operafestival i Aix-en-Provence) (TV)
- Phèdre, (2003) (TV)
- Wozzeck, opera af Alban Berg, (1994) (TV)
- Villa mauresque (1992)
- Le Temps et la chambre (1992) (TV)
- Hamlet (1990) (TV)
- La Fausse suivante (1985) (TV)
- Lucio Silla, opera af Mozart (1985) (TV)
- Peer Gynt, opera (1981) (TV)
- Lulu, opera af Berg, (1979) (TV)
- Nibelungens Ring (Der Ring des Nibelungen), operacyklus af Wagner ved Bayreuthfestspillene, Tyskland (1976-1980) (TV)
- Hoffmanns Eventyr (Les Contes d'Hoffmann), opera af Jacques Offenbach (1978) (TV)

## Medvirkende i film
- Le Temps du loup (2003) – Thomas Brandt
- Au plus près du paradis (2002) – Pierre
- Temps retrouvé (1999) – Marcel Proust (stemme)
- Lucie Aubrac (1997) – Max
- Dans la solitude des champs de coton (1996) (TV) – Le dealer
- Bête de scène (1994) – Le metteur en scène
- Den sidste mohikaner (1992) – Gen Montcalm
- Adieu Bonaparte (1985) – Napoléon Bonaparte